# Jānis Ikaunieks (astronome)
Cet article concerne l'astronome. Pour le footballeur, voir Jānis Ikaunieks.
Jānis Ikaunieks, né le 28 avril 1912 à Riga (alors dans le Gouvernement de Livonie de l'Empire russe, aujourd'hui en Lettonie) et mort le 27 avril 1969 dans la même ville (alors en Lettonie soviétique), est un astronome letton qui a étudié les caractéristiques des géantes rouges et, en particulier, les étoiles carbonées. Il a fondé la Société lettone d'astronomie et le magazine de vulgarisation scientifique Zvaigžņotā debess. Il fut le premier directeur de l'observatoire de Baldone, à Baldone, près de Riga.

## Biographie
Les principaux objets des recherches scientifiques d'Ikaunieks étaient les géantes rouges et en particulier les étoiles carbonées. Il a soutenu en 1951 sa thèse Cinématique et distribution spatiale des étoiles carbonées (en russe : Пространственное распределение и кинематика углеродных звёзд) à l'Institut astronomique d'État P.-K.-Sternberg de l'Université d'État Lomonosov de Moscou sous la direction du professeur P. Parenago et, en tant que tout premier astronome du LAS(?), a reçu un diplôme scientifique - Cand.(?) de sciences physiques et mathématiques. Toujours à Moscou, le 3 avril 1969, Ikaunieks a soutenu sa thèse de doctorat Исследование звёзд красных гигантов (Enquêtes sur les étoiles - géantes rouges). Sa monographie Углеродные звёзды (rus., 1971, co-auteur Z. Alksne) traduite aux États-Unis (Carbon Stars. ZK Alksne et Ya. Ya. Ikaunieks ; traduit et édité par John H. Baumert. - Tucson, Arizona: Pachart Publishing House, 1981. - 182 p.).
Il mourut en 1969 et fut inhumé sur le territoire de l'Observatoire de Baldone.

## Zvaigžņotā debess
Il a été l'initiateur et également rédacteur en chef du Calendrier astronomique (en letton) et du trimestriel de vulgarisation scientifique Zvaigžņotā debess (nom letton signifiant Le Ciel étoilé).

## Observatoire astrophysique de Baldone
Ikaunieks a joué un rôle déterminant dans la fondation de l'Observatoire de Baldone (code UAI 069), situé à environ 5 kilomètres de la ville de Baldone Riekstukalns, au sud-ouest de Riga. En 1958, il en devient le premier directeur, poste qu'il occupa jusqu'à sa mort en 1969. L'observatoire appartient à l'Académie des sciences de Lettonie et est souvent appelé l'Observatoire astrophysique de l'Institut d'astronomie de l'Université de Lettonie.
L'astéroïde (274084) Baldone, découvert par Kazimieras Černis et Ilgmārs Eglītis, porte le nom de la ville de Baldone et de son observatoire à proximité.

## Récompenses et honneurs
- En 1967, Ikaunieks a reçu l'Ordre de Lénine, la plus haute décoration décernée par l'Union soviétique, pour ses mérites exceptionnels et son travail intense de vulgarisation des réalisations scientifiques[5].
- L'astéroïde (284984) Ikaunieks, découvert par les astronomes lettons Kazimieras Černis et Ilgmārs Eglītis à l'observatoire Baldone en 2010, a été nommé en sa mémoire[6]. La citation officielle de nommae fut publiée par le Centre des planètes mineures le 7 février 2012 (M.P.C. 78272).
- Le timbre commémoratif de la Lettonie d'une valeur de 0,50 Ls émis en 2009 pour l'Année mondiale de l'astronomie présente un portrait d'Ikaunieks, un télescope de Schmidt et la galaxie M31[7].